# Thư viện Lịch sử Thành phố Paris
Bibliothèque historique de la ville de Paris (Thư viện Lịch sử Thành phố Paris) là một thư viện công cộng chuyên về lĩnh vực lịch sử thành phố Paris và vùng Île-de-France. Thuộc hệ thống thư viện thành phố Paris, từ năm 1969, Bibliothèque historique de la ville de Paris được đặt trong dinh thự Angoulême Lamoignon ở số 24 phố Pavée, quận 4. Kho tài liệu của thư viện bao gồm bao gồm các lĩnh vực địa hình, chính trị, tôn giáo, xã hội và văn hóa về lịch sử của Paris.